# Primelin
Primelin (tiếng Breton: Prevel) là một xã của tỉnh Finistère, thuộc vùng Bretagne, miền tây bắc Pháp.

## Dân số
Người dân ở Primelin được gọi là Primelinois.